# Gina (film)
Pour les articles homonymes, voir Gina.
Pour plus de détails, voir Fiche technique et Distribution.
 Gina  est un film de Denys Arcand produit en 1975 et mettant en vedette Céline Lomez et Claude Blanchard. 

## Synopsis
Gina, danseuse de club appréciée et aimée de tous, est surprise en pleine nuit, dans sa chambre de motel, par un groupe de fêtards qui la moleste violemment. Pour se venger de ceux qui l'ont agressée, elle engage des criminels.
L'intrigue se déroule dans la cité de Louiseville en Mauricie dans un hiver typique des années 1970, très froid et neigeux.
Film apprécié par la critique mais délaissé par le public, film populaire à la télévision.
À noter l'indicatif musical disco-rock au début du film et clin d'œil à la radio/télévision québécoise de la décennie mi-1970.
Il y a un extrait du documentaire censuré par l'ONF On est au coton de 1970 de Denys Arcand pour établir le parallèle du milieu du textile.

## Fiche technique
- Réalisation : Denys Arcand
- Production : Pierre Lamy
- Scénario : Jacques Poulin et Denis Dostie
- Direction artistique : Michel Proulx
- Costumes : Denis Sperdouklis
- Cinématographie : Alain Dostie
- Montage : Denys Arcand
- Son: Serge Beauchemin
- Musique : Benny Barbara, Michel Pagliaro et Gabriel Arcand
- Production : Pierre Lamy
- Société de distribution en France : Promotion Artistique de Films
- Durée : 90 minutes

## Distribution
- Céline Lomez : Gina
- Claude Blanchard : Bob Sauvageau
- Frédérique Collin : Dolorès Tremblay
- Serge Thériault : L'assistant caméraman
- Gabriel Arcand : Le réalisateur
- Louise Cuerrier : Carole Bédard
- Jocelyn Bérubé : Titel
- Paule Baillargeon : Rita Jobin
- Jean-Pierre Saulnier : Marcel Jobin
- Roger Lebel : Léonard Chabot
- Julien Lippé : Léger Carpentier
- André Gagnon : Le caméraman
- Carol Faucher : Le preneur de son
- Gilles Marsolais : Le producteur
- Stan Gibbons : William Freeman
- Katerine Mousseau : Linda Trudeau
- Michèle Lehardy : Mathilde Gauvin
- Dorothée Berryman : Brigitte
- Donald Lautrec : Pierre Saint-Louis
- Denise Filiatrault : Une actrice
- Donald Pilon : Un acteur
- Marcel Sabourin : Un acteur
- Philippe Bélec : Sim
- Normand Lanthier : Ricky
- Georges Leduc : Le contrôleur
- Jacques Méthé : Jacques Méthot
- Gilles Michaud : Bou Bou
- Alphonse Piché : Le garde

## Autour du film
- Le film est en partie inspiré de témoignages tirés du documentaire On est au coton, réalisé par Denys Arcand en 1970 et décrivant le mode de vie des ouvriers du textile.
- Il s'agit du deuxième film de Denys Arcand dans lequel joue Céline Lomez car elle était également de la distribution de Réjeanne Padovani en 1973.
- Il s'agit du second film de Claude Blanchard qui avait joué dans Mustang en 1974.
- La chanson folklorique traditionnelle que l'on entend pendant la partie de billard est Le loup, le renard, le lièvre, interprétée par Marthe Fleurant.